# Evangelische Kirche (Wielbark)
Die ehemalige Evangelische Kirche in Wielbark (deutsch Willenberg) ist ein Bauwerk aus der ersten Hälfte des 19. Jahrhunderts. Sie ist ein ehemaliges Gotteshaus, das bis 1945 das gottesdienstliche Zentrum des evangelischen Kirchspiels im ostpreußischen Willenberg (Masuren) war, danach in das Eigentum der Evangelisch-Augsburgischen Kirche in Polen überging und heute ein nicht genutztes, wohl aber sehr ausbesserungsbedürftiges Gebäude in der Stadt Wielbark in der polnischen Woiwodschaft Ermland-Masuren ist.

## Geographische Lage
Die Stadt Wielbark liegt in der südlichen Mitte der Woiwodschaft Ermland-Masuren, zwanzig Kilometer südlich der Kreisstadt Szczytno (deutsch Ortelsburg). Durch den Ort verläuft die Landesstraße 57 (ehemalige deutsche Reichsstraße 128). Eine Bahnanbindung besteht zurzeit nicht.
Die Kirche steht im Stadtzentrum östlich der Hauptstraße.

## Kirchengebäude

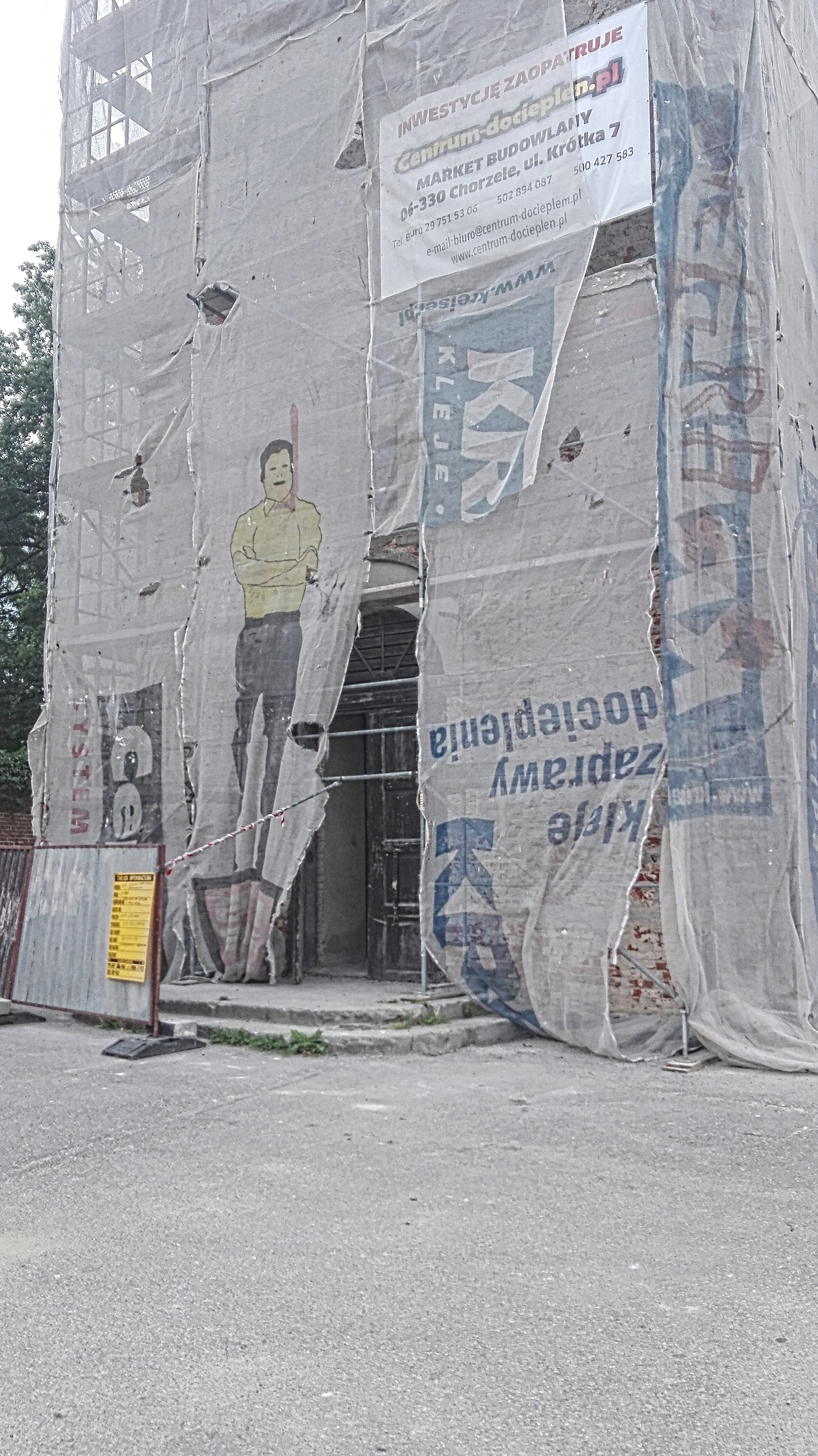
Der zwecks Bauarbeiten im Jahr 2016 eingerüstete Turm der Kirche

Ein evangelisches Gotteshaus dürfte es im masurischen Willenberg schon um 1557 gegeben haben. Damals bereits wurde der Ort als Kirchdorf bezeichnet. Das damalige Gebäude fiel jedoch wohl dem Tatareneinfall 1656/57 zum Opfer. 1721 wurde an seiner Stelle eine Holzkirche errichtet. Aus bautechnischen Gründen wurde sie 1819 abgerissen, und so entstand in den Jahren 1825 bis 1827 nach einem Entwurf der Karl-Friedrich-Schinkel-Schule das heute noch bestehende Bauwerk. Am 27. September 1827 wurde es seiner Bestimmung übergeben.
Bei der Kirche in Wielbark handelt es sich um einen verputzten Backsteinbau mit vorgelegtem quadratischen Turm. Das Bauwerk zeichnet sich äußerlich durch Einfachheit in Form und Detail aus. Der Turm ist mit einem Zeltdach bedeckt, auf dem sich ein aus der alten Kirche stammender geschmiedeter Adler auf einer kupfernen Kugel befand. Er war bis 1911 das Wappentier der Stadt Willenberg. Auf dem Kirchenschiff befindet sich ein Satteldach.
Der einheitlich im klassizistischen Stil gehaltene Innenraum in flach gedeckt und hat seitliche auf Säulen ruhende Emporen, die hellen Lichteinfall durch jeweils zwei Reihen Fenster zulassen. Die Fenster sind mit Rundbogen abgeschlossen.
Die hölzerne barocke Kanzel befand sich ursprünglich links vom Altar Dieser sowie ein Taufbecken und zahlreiche andere Ausrüstungsgegenstände im Stile der Kaiserzeit wurden dem Bildhauer Wilhelm Biereichel (Rößel, polnisch Reszel) zugeschrieben. Außerdem schmückte die Kirche die Barockskulptur eines Taufengels aus der Zeit um 1720.
Eine Orgel erhielt die Kirche im Jahre 1827 als Werk des Berliner Orgelbaumeisters Carl August Buchholz. Sie hatte 35 Register.
Das Geläut der Kirche bestand aus zwei Glocken. Am 15. Juli 1922 wurden neue Glocken, als Ersatz für die im Ersten Weltkrieg abgelieferten, eingeweiht.
Während des Ersten Weltkrieges diente die Kirche als Lazarett. Nach dem Zweiten Weltkrieg wurde sie als Kulturhaus eingerichtet.

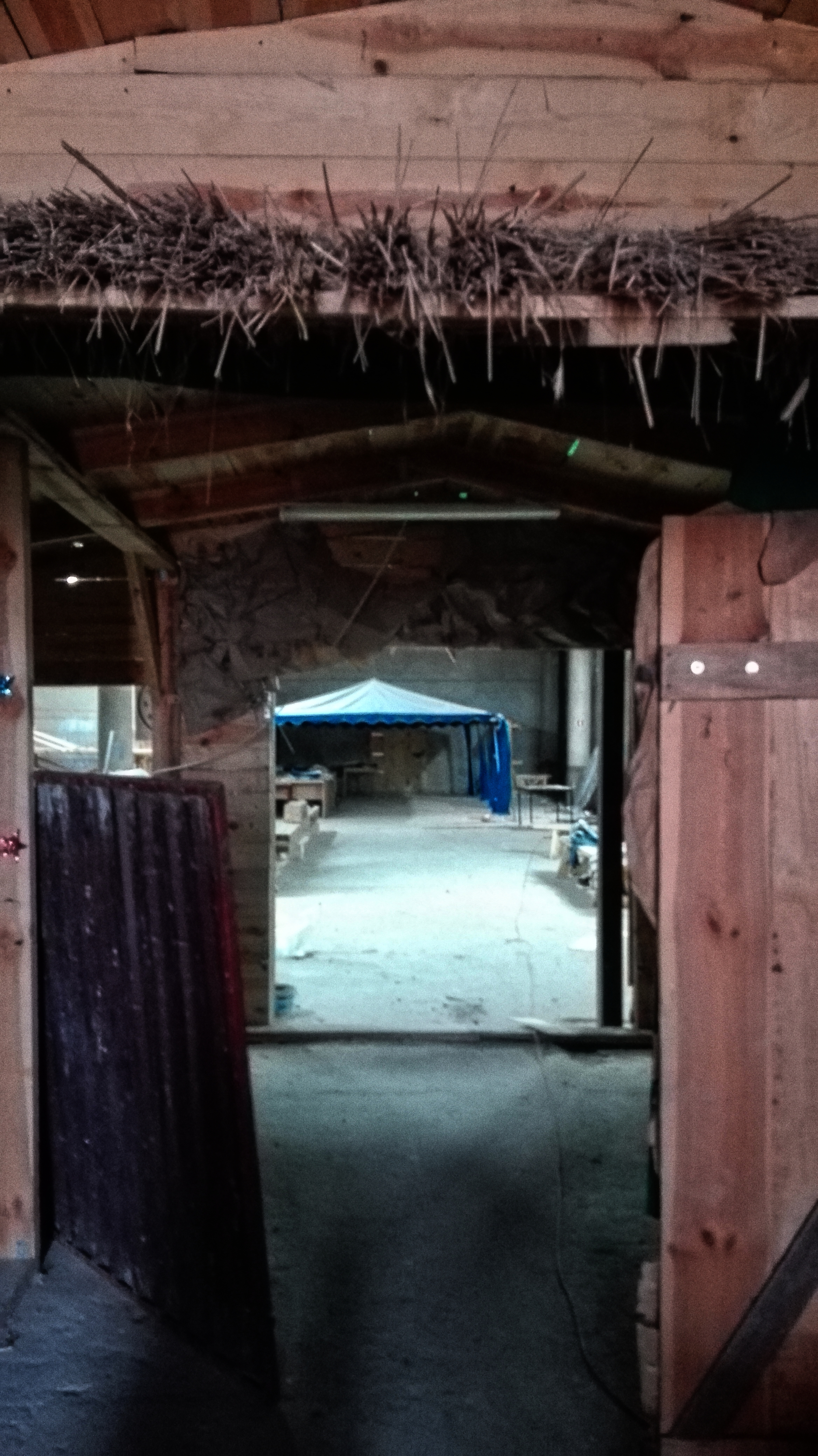
Bauarbeiten im Kircheninnern 2016

Seit vielen Jahren nun wird das Gotteshaus nicht mehr als solches genutzt. Seit einiger Zeit unternimmt man schrittweise Ausbesserungs- und Erhaltungsarbeiten. So wurden 2009 aufwändige Sicherungsmaßnahmen am einsturzgefährdeten Turm durchgeführt. Über eine zukünftige Verwendung wird derzeit diskutiert.

## Kirchengemeinde

### Kirchengeschichte
Eine Kirchengemeinde wurde in Willenberg bereits in vorreformatorischer Zeit gegründet. Mit Einführung der Reformation in Ostpreußen wurde sie evangelisch. Bis 1945 war sie in den Superintendenturbezirk Ortelsburg (polnisch Szczytno) im Kirchenkreis Ortelsburg der Kirchenprovinz Ostpreußen in der Kirche der Altpreußischen Union eingegliedert. Im Jahre 1925 zählte das Kirchspiel Willenberg mehr als 7050 Gemeindeglieder. Die Gemeinde hatte ab 1853 zwei Pfarrstellen, eine dritte wurde ab 1893 mit Sitz in Flammberg (bis 1904 Opalenietz, polnisch Opaleniec) eingerichtet.
Seit 1888 existiert in Willenberg auch eine römisch-katholische Pfarrei.
Flucht und Vertreibung der einheimischen Bevölkerung meist evangelischer Konfession setzten dem Leben der evangelischen Gemeinde in Wielbark nach 1945 ein Ende. Die Kirche hat man lange Zeit sich selbst überlassen, erst seit den 2000er Jahren gibt es Erhaltungs- und Ausbesserungsarbeiten. Heute in Wielbark und Umgebung lebende evangelische Einwohner gehören zur Gemeinde in Szczytno innerhalb der Diözese Masuren der Evangelisch-Augsburgischen Kirche in Polen.

### Kirchspielorte (bis 1945)
Zum Kirchspiel Willenberg gehörten bis 1945 die Stadt Willenberg sowie mehrere Dörfern, Ortschaften und Wohnplätze:
| Deutscher Name                            | Polnischer Name   |                                    | Deutscher Name                      | Polnischer Name |
| ----------------------------------------- | ----------------- | ---------------------------------- | ----------------------------------- | --------------- |
| *Alt Werder                               | Ostrowy           |                                    | *Kollodzeygrund 1933–1945 Radegrund | Kołodziejowy    |
| Birkenthal                                | Cegielnia         | *Kutzburg                          | Kucbork                             |                 |
| *Borken 1938–1945 Borkenheide             | Borki Wielbarskie | Neu Werder                         | Maliniak                            |                 |
| Fröhlichswalde                            | Wesołówko         | *Nowojowitz 1934–1945 Neuenwalde   | Nowojowiec                          |                 |
| *Glauch                                   | Głuch             | Röblau                             | Lejkowo                             |                 |
| Groß Dankheim bis 1900 Groß Przesdzienk   | Przeździęk Wielki | *Rodefeld bis 1928 Czenczel        | Ścięciel                            |                 |
| *Groß Lattana 1938–1945 Großheidenau      | Łatana Wielka     | Rohrdorf bis 1877 Trzianken        | Trzcianka                           |                 |
| *Groß Piwnitz 1938–1945 Großalbrechtsdorf | Piwnice Wielkie   | Schrötersau                        | Zapadki                             |                 |
| Jankowen 1938–1945 Wildenort              | Jankowo           | *Sendrowen 1938–1945 Treudorf      | Sędrowo                             |                 |
| *Jeschonowitz 1938–1945 Eschenwalde       | Jesionowiec       | Wagenfeld                          | Olędry                              |                 |
| *Kannwiesen                               | Chwalibogi        | *Waldpusch                         | Stachy                              |                 |
| *Kiparren 1938–1945 Wacholderau           | Kipary            | *Wessolowen 1938–1945 Fröhlichshof | Wesołowo                            |                 |
| Klein Dankheim bis 1900 Klein Przesdzienk | Przeździęk Mały   | *Willenberg                        | Wielbark                            |                 |
| Klein Lattana 1938–1945 Kleinheidenau     | Łatana Mała       | *Wolka 1938–1945 Georgsheide       | Wólka Wielbarska                    |                 |

### Pfarrer (bis 1945)
An der Evangelischen Kirche in Willenberg amtierten bis 1945 als Geistliche:
- Bartholomäus Kulwitz, 1598
- Johann Lishler, ab 1603
- Albert Stawinski, bis 1650
- Andreas Bock
- Georg Otter, 1651–1656
- N. Blennau
- Christoph Senftenberg, 1687/1698
- Jacob Jeglinski, 1701
- Johann Stigallus, 1701–1708
- Erhard Wilde, 1708–1723
- Samuel Rogatzki, 1723–1737
- Jacob Hampe, 1738–1755
- Georg Biehan, 1755–1796
- Samuel Ferdinand Schulz, 1791–1796
- Jacob Drwenski, 1796–1822
- Johann Henrich Nadrowski, 1818–1820
- Friedrich Wilhelm Traugott Frenzel, 1821–1860
- August Wilhelm Czygan, 1853–1874
- Gustav Adolf Majewski, 1860–1866
- Carl Friedrich Nadolny, 1866–1876
- Johann Julius G. Romarski, 1874–1875
- Karl Adolf Schrage, 1875–1883
- Gustav Adolf Stange, 1876–1883
- Gustav Friedrich Bercio, 1880
- Adolf L.H.C.Fr. Korella, 1883–1886
- Friedrich Julius Gauda, 1884–1911
- Rudolf Leopold Kopkow, 1887–1888
- Albert Lange, 1887–1911
- Karl Leopold Czypulowski, 1891
- °Franz Karl Dopatka, 1892–1907
- Ernst Büchler, 1895–1899
- Ferdinand Baginski, ab 1900
- Rudolf Wisniewski, 1900–1910
- °Richard Fischer, 1908–1920
- Paul Ewert, 1910
- Georg Friedrich Foltin, 1911–1914
- Gustav Adolf Stange, 1911–1915
- Ernst Kolodzeyczyk, 1912–1913
- Walther Wittkowski, 1914–1915
- Joseph Rosenberg, 1916–1922
- Paul Terpitz, 1919–1920
- Max Schmidt, 1918
- °Otto Nikutowski, 1920
- Friedrich Bolz, 1921
- Helmut Lappoehn, 1921
- °Otto Rehfeld, 1921–1923
- Johannes Worm, 1922–1926
- Karl Ernst Czygan, 1923–1934
- °Oskar Gaidies, 1923–1945
- Johannes Wenzel, 1927–1934
- Eduard Gustav Grüner, 1928
- Hugo Schmalenbach, 1932–1945
- Ewald Weidekamm, 1935–1945